# Vibrante simple lateral retrofleja
La vibrante simple lateral retrofleja es un tipo de sonido consonántico, usado en algunas lenguas habladas. El símbolo implícito en el alfabeto fonético internacional es ⟨𝼈⟩ (aproximadamente "ɺ̢"), pero las formas diacríticas ⟨ɭ̆⟩ y ⟨ɺ˞⟩ se ven a veces.

## Características
- Su forma de articulación es vibrante, lo que significa que se produce con una sola contracción de los músculos de modo que un articulador (generalmente la lengua) vibra contra otro.
- Su lugar de articulación es retroflejo, lo que prototípicamente significa que es articulado subapical (con la punta de la lengua doblada hacia arriba), pero más generalmente, significa que es postalveolar sin ser palatalizado. Es decir, además de la articulación sub-apical prototípica, el contacto de la lengua puede ser apical (puntiagudo) o laminal (plano).
- Su fonación es sonora, lo que significa que las cuerdas vocales vibran durante la articulación.
- Es una consonante oral, lo que significa que al aire se le permite escapar solo por la boca.
- Es una consonante lateral, lo que significa que se produce al dirigir la corriente de aire por los lados de la lengua.
- El mecanismo de la corriente de aire es pulmonar, lo que significa que se articula empujando el aire sólo con los pulmones y el diafragma, como en la mayoría de los sonidos.

## Aparición en distintas lenguas
- Iwaidja:	 [ŋa𝼈uli]	 mi pie
- Kobon: [se necesita ejemplo]. Subapical. Escrito ⟨ƚ⟩
- Marathi: 	केळी	 [ke𝼈ī] plátanos
- Kannada:	 ಕೇಳಿ	 [kē𝼈ī] hablar
- Pashto: ړوند 	[𝼈und] ciego/a
- Tamil: 	மழை	 [mə𝼈əi] lluvia
- Tukang Besi: Posible alófono de [l] después de vocales anteriores, así como un alófono de [r] [ejemplo requerido]

- Datos: Q2994690